# Fou Ts'ong
Fou Ts'ong, o Fu Cong, 傅聰T, Fù CōngP, (Shanghai, 10 marzo 1934 – Londra, 28 dicembre 2020), è stato un pianista cinese.

## Biografia
I genitori furono perseguitati durante la Rivoluzione Culturale e si suicidarono nel settembre del 1966. Fou Ts'ong aveva un fratello di nome Fu Min.
Nato a Shanghai, Fou studiò pianoforte con Mario Paci, il fondatore italiano della Shanghai Symphony Orchestra. Nel 1953 Fou si trasferì in Europa per continuare la sua formazione presso la Scuola superiore statale di musica di Varsavia (attualmente Fryderyk Chopin University of Music di Varsavia) con il prof. Zbigniew Drzewiecki, dove impressionò i suoi professori con la sua comprensione del ritmo della mazurka . La sua maestria fu confermata quando vinse il 3º premio e lo speciale Mazurka Prize al Concorso pianistico internazionale Fryderyk Chopin del 1955.
Fou visse a Londra dal 1958, e lì divenne insegnante e concertista, esibendosi poi in tutto il mondo dove fu acclamato per le sue interpretazioni di Chopin. Hermann Hesse lo proclamò l'unico vero esecutore del lavoro del compositore. Tra gli amici di Fou c'erano i colleghi pianisti Martha Argerich, Leon Fleisher e Radu Lupu che, riconoscendo la sua influenza sul loro sviluppo musicale, furono "obbligati a Fou Ts'ong per tutte le sue nuove idee e per avere aperto nuovi orizzonti musicali per tutti noi."
Fu membro della giuria del Concorso Musicale della Regina Elisabetta nel 1991, 1999 e 2007 e della giuria del Concurso Internazionale di Piano di Santander Paloma O'Shea nel 2002.
Dal 1960 al 1969 fu sposato con Zamira Menuhin, la figlia di Yehudi Menuhin, con la quale ebbe un figlio. Il loro matrimonio finì col divorzio. In seguito sposò la pianista cinese Patsy Toh..
È morto nel dicembre 2020 all'età di 86 anni a seguito del COVID-19.